# Heřmanov (přírodní památka)
Heřmanov je přírodní památka jižně od obce Heřmanov v okrese Žďár nad Sázavou. Oblast spravuje Krajský úřad Kraje Vysočina. Důvodem ochrany je unikátní mineralogické naleziště takzvaných heřmanovských koulí (antofylit s vložkami flogopitu).

## Geologie
Podloží tvoří horniny pestré skupiny moldanubika proterozoického stáří. Heřmanovské koule pocházejí z kontaktní zóny pegmatitu a desilifikovaných hadců. Tvoří čočky až koule o průměru do deset centimetrů i více. Jádro je tvořeno šupinami flogopitu, na které kolmo nasedají vlákna anthofylitu. Mezi těmito minerály může být šedozelená celistvá hmota tvořená chloritem a montmorillonitem. Povrch koulí pak tvoří opět šupiny flogopitu.

## Flora
Převážně náletové dřeviny v remízku zastupuje olše lepkavá (Alnus glutinosa), bříza bělokorá (Betula pendula) a topol osika (Populus tremula). V bylinném patru je to konvalinka vonná (Convallaria majalis) a bažanka vytrvalá (Mercurialis perennis).